# Sanuki

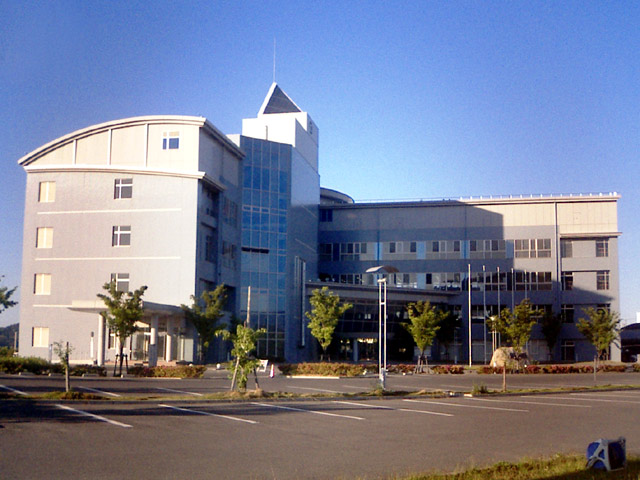
Primăria

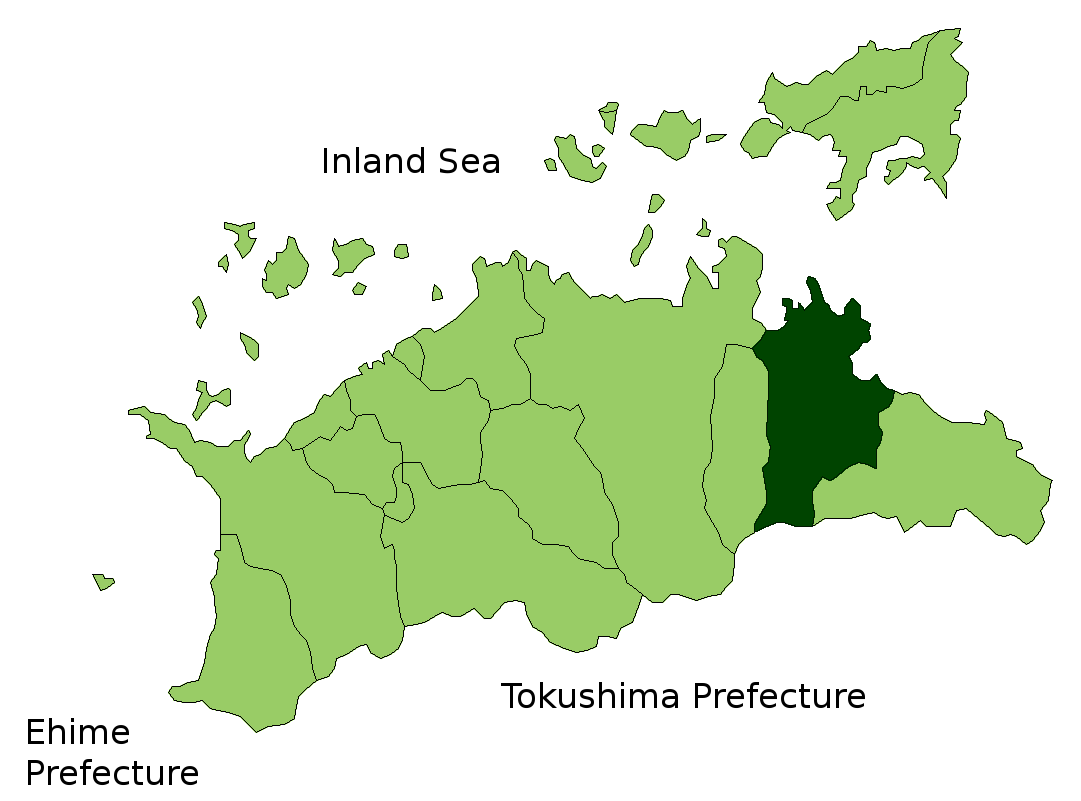

Sanuki (さぬき市 Sanuki-shi?) este un municipiu din Japonia, prefectura Kagawa.